# スウィング (音楽)
スウィング (Swing , Swing note, Swing feel) は、ポピュラー音楽のリズムを表す用語の一つである。
音楽において、スウィングという用語には主に2つの用法がある。
話し言葉としてのスウィングは、推進力のあるリズムの中でパターンが変化することによって生まれる効果や"感触"を言い表し、「グルーヴ」と呼ばれることもある。
演奏法としてのスウィング（スウィングノート、スウィングフィール）は、1拍を2つに分ける音符において、連続した1つ目と2つ目の音符を交互に長くしたり短くしたりするなどの特徴がある。
スウィングジャズ、ブルース、ブギウギ、ファンク、ヒップホップ、ニュー・ジャック・スウィングなど幅広い音楽で用いられる。後にバウンス (bounce) とも呼ばれた。

## 概要
ファンク、ロックの文脈において一体感のある演奏を表すのに用いられる「グルーヴ」という用語と同様、「スウィング」という概念も定義が難しい。
音楽ジャンルによって呼び方が変わる概念であるが、文脈によっては本質的に「グルーヴ」「シャッフル」と同じものとして語られる場合がある。
ジャズ・イン・アメリカの用語集では、スウィングを「個々の演奏者またはアンサンブルが、聴き手に本能的な反応を起こさせる（足を踏み鳴らし、頭をうなずかせる）ほどリズミカルに調和した演奏をすること。言葉だけでは定義できない、抗えない重力的な浮力」と定義している。
対義語は「ストレートノート (straight note)」「イーブン (even)」 など。ジャズにおいて「スウィングする」という語は、うねるような強いグルーヴを持った演奏に対する形容としても用いられる。
ルイ・アームストロングは、ビング・クロスビーの番組に出演した際、スウィングとは何かを問われ「それは我々黒人の間では”シンコペーション”のことだった。当初ラグタイムと呼ばれ、次にブルース、その次にはジャズと呼ばれ、今はスウィングと呼ばれている」と笑い飛ばした。  
「ダンス」において、スウィングは揺らぎを保った4分の4拍子の楽曲を指す。記譜は、単純拍子で書かれ冒頭にスウィングを指示する標語を記す書法もあれば、複合拍子で書かれリズムを正確に記す方法もある。楽譜上では、シャッフルという用語を用いて解説する場合もある。

## 演奏法としてのスウィング
根本的なスウィングのリズムは、最初の音符と真ん中の音符をタイでつなげた3連符からつくられる。このリズムはブルースやロカビリーを含む多くのジャンルの音楽において用いられる。
多くのジャズ(特にスウィング・ジャズの時代以降)では、2つの連続した8分音符を等間隔に演奏せず、2つ目より1つ目をより長く演奏する。
1つ目の音符は、しばしば2つ目の2倍の長さ(4分3連符+8分3連符の組み合わせ)と考えてられているが、実際にそのように発音されることは少なく、1:1から3:1の間のさまざまな比率で演奏されている。。
- 近似値を取ると、おおむね次のようになる。
  - 1:1 = 8分音符+8分音符。スウィングしないストレートな8分音符。

- 3:2 = 付点8分5連符+8分5連符。軽いスウィング。

- 2:1 = 4分3連符+8分3連符。ミディアム・スウィング、シャッフル。

- 3:1 = 付点8分音符+16分音符。強いスウィング。

ジャズのスイング比は、遅いテンポでは広く、速いテンポでは狭くなる傾向がある。ファンクやジャズロックなどの他のジャンルでは、スウィングは16分音符に適用されることがよくある。
スウィング・ジャズやブルースのスコアにスウィングのリズムが見られる。

## 主な楽曲
- シング・シング・シング、ベニー・グッドマン
- イン・ザ・ムード、グレン・ミラー
- ナイト・イン・ニューヨーク、エルボー・ボーンズ&ザ・ラケッティアーズ
- ザ・カーリー・シャッフル、ザ・ジャンピン・ザ・サドル・バンド
- アイ・ウォント・ハー、キース・スウェット
- グルーブ・ミー、ガイ
- スウィング・ザ・ムード、ジャイブ・バニー&マスター・ミキサーズ

## 主な音楽ジャンル
- ラグタイム
- スウィング・ジャズ
- ウェスタン・スウィング
- ブルース
- ブギウギ
- ジャンプ・ブルース
- ロカビリー
- R&B
- ソウル・ミュージック
- ファンク
- ファンク・ブルース
- ニュー・ジャック・スウィング
- ネオ・ロカビリー

90年代にはハウス・ミュージックで、スウィング感を持った楽曲も制作された。

## 文献
- グルーヴ感についての資料（論文）等（大阪大学大学院人間科学研究科招聘研究員・河瀬諭）